# Пеђа Д’ Бој
Предраг Јовановић (Крушевац, 14. април 1950), познатији као Пеђа Д’ Бој, је српски рок певач. Рођен је 14. априла 1950. године у Крушевцу.
Најпознатији хит му је песма Југословенка. Учесник је ТВ серијала Велики Брат познати 2007. године.